# Барамзіна Тетяна Миколаївна
Барамзіна́ Тетя́на Микола́ївна (нар. 19 грудня 1919 — 5 липня 1944) — снайпер та телефоніст стрілецького батальйону, єфрейтор, Герой Радянського Союзу (1945, посмертно).

## Біографія
Тетяна Миколаївна народилась в місті Глазов В'ятської губернії у сім'ї робітників. Росіянка. Закінчила 7 класів школи, потім в 1937 році — Глазовський педагогічний технікум. Працювала вчителькою в селі Парзі. В 1940 році вступила до Пермського педагогічного інституту, одночасно почала працювати вихователем в дитячому садочку.
З початком німецько-радянської війни вчилась у школі медсестер, в 1943 році пішла служити до армії, в 1944 році закінчила Центральну школу снайперів. З квітня Барамзіна знаходилась на фронті — у 252-му стрілецькому полку 70-ї стрілецької дивізії 33-ї армії 3-го Білоруського фронту, потім телефоністкою в 3-му батальйоні. В перших боях з гвинтівки знищила 16 солдатів противника, але надалі через поганий зір її перевели в телефоністки.
22 та 23 червня 1944 року в боях при селі Мале Морозово вона під сильним вогнем 14 разів ремонтувала пошкоджену телефонну лінію. 5 липня Тетяна Миколаївна в складі 3-го стрілецького батальйону була направлена в тил ворога. Біля села Пекалін батальйон зіткнувся з противником, чисельність якого була набагато більшою. У бою Барамзіна з гвинтівки знищила 20 солдатів ворога, здійснювала медичну допомогу пораненим. У бліндаж, де вона допомагала пораненим, увірвались німці й схопили її. Її піддали тортурам, потім розстріляли.
Похована в селі Калита Смолевицького району Мінської області Білорусі. Звання Героя Радянського Союзу Тетяні Миколаївні було надано 24 березня 1945 року посмертно.

## Пам'ять
- Іменем Героя названа школа № 86 міста Перм
- Іменем Героя названа спортивна школа в місті Перм
- Іменем Героя названа вулиця і містах Глазов, Іжевськ, Перм та Подольськ
- На місці загибелі та на батьківщині встановлено пам'ятники